# Loison (azienda)

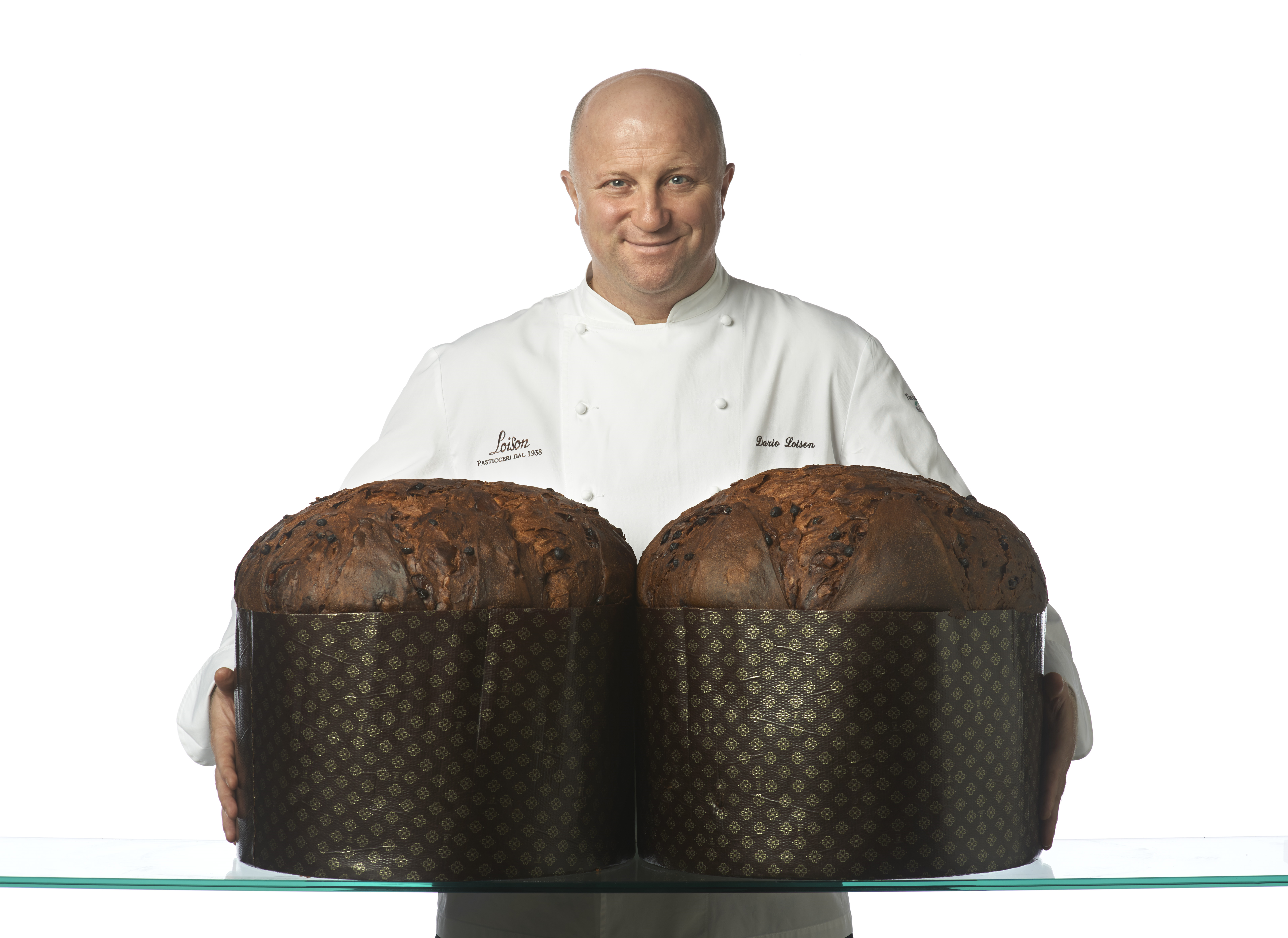
Dario Loison

La Loison è un'azienda dolciaria fondata nel 1938 dalla famiglia omonima specializzata nella produzione di dolci natalizi e pasquali.

## Storia
Negli anni '20 Tranquillo Loison lavorava come garzone in un panificio a Bastia di Rovolon (Pd). Nel 1934 aprì un forno a legna per la panificazione a Motta di Costabissara dove cominciò a produrre focacce con fichi ed uvetta.
Alessandro Loison, il figlio di Tranquillo, iniziò a lavorare nell'azienda di famiglia a 15 anni. Quando Tranquillo venne chiamato alle armi, ad occuparsi del forno rimase Alessandro con la madre ed alcuni aiutanti. All'età di 18 anni Alessandro iniziò a produrre e a vendere a bar e famiglie della zona, oltre al pane, anche confezioni di creme da spalmare, torte nuziali e pasticceria fresca. Questa nuova attività risultò subito ben più redditizia rispetto alla vendita del pane.
Dal 1955 Alessandro iniziò a specializzarsi nel produrre e vendere panettoni e pandori, arrivando a produrne anche 60 chili al giorno. Nel 1958 si sposò con Bruna Alba, la quale avrebbe avuto un ruolo importante nella conduzione dell'azienda: il marito si occupava del settore commerciale, della distribuzione e della contabilità, mentre lei dirigeva l'andamento della produzione, si occupava del confezionamento, dell'imballaggio e della gestione del magazzino.
Alessandro nel 1960 sostituì il padre ed avviò la linea pasticcera, cominciando a confezionare i prodotti ottenuti dall'impiego dei primi macchinari e destinati ai negozi di alimentari della zona e all'unico punto di vendita diretto di Motta (frazione di Costabissara) di fronte alla chiesa del paese.
Ben presto un solo forno per produrre il pane e uno per produrre pastine non furono più sufficienti: si pensò così d'installare un nuovo grande laboratorio, al fine di consentire l'incremento della produzione. Nel 1969 l'attività si spostò nell'attuale sede sita nella zona industriale di Costabissara. Negli anni ‘70 furono costruiti gli attuali uffici e le abitazioni e nel 1975 fu edificato un ultimo capannone. Infine nel 1983 tutti gli edifici furono unificati, passando dai 1700 metri iniziali ai 2500 metri attuali.
Nel tempo si era evoluto anche il modo di distribuire il prodotto: Alessandro passò dalla bicicletta alla Fiat Topolino, che gli permise di ampliare il numero dei clienti, raggiungendo anche l'Altopiano d'Asiago. Nel 1969 l'azienda iniziò a distribuire i propri prodotti in tutto il Veneto.
Nel 1992 subentrò in azienda Dario, il figlio di Alessandro, con pregresse competenze commerciali all'estero. La Dolciaria Loison iniziò ad esportare già nel 1993 in 4 paesi (allora solo poche aziende erano Export oriented), aumentando in progressione fino a raggiungere nel 2022 un export in oltre 70 paesi (per oltre 8 milioni di euro) i più importanti tra i quali sono Gran Bretagna, Francia, Germania, Spagna, Stati Uniti, Canada, Corea, Giappone, Sudafrica, Etiopia.

## Riconoscimenti
- 2024 The WineHunter Award, Merano Wine Festival, assegnati 3 premi WineHunter dalle commissioni di assaggio presiedute da Helmuth Köcher a Loison Pasticceri dal 1938 a 3 prodotti novità 2024: WineHunter Red Award per il Panettone BlackHabana, WineHunter Platinum Award alla torta Tosa Fondente,  WineHunter Gold Award alla torta Tosa Cioccolatte
- 2023 "Premio Museo del Panettone", prima edizione del premio del Premio del Museo Nazionale del Panettone conferito a Loison Pasticceri dal 1938 in qualità di marchio storico italiano.
- 2023 "Campioni della Crescita 2024", report stilato dall’Istituto Tedesco Qualità & Finanza ITQF, in collaborazione con La Repubblica A&F, che individua e premia le ottocento aziende che si sono distinte per tassi di crescita decisamente superiori alla media
- 2023 The WineHunter Award, Merano Wine Festival, assegnati 4 premi dalle commissioni di assaggio presiedute da Helmuth Köcher a Loison Pasticceri dal 1938 a prodotti novità 2023: Award Oro Panettone Pera Cioccolato, Award Oro Panettone Arancia Cioccolato, Award Rosso Filone Albicocca Basilico, Award Rosso Filone Arancia e Cioccolato
- 2023 Premio Strategia di Sviluppo "Save the brand", assegnato da FoodCommunity a 28 aziende del Food&Beverage made in Italy, selezionate in base a serrati criteri quali performance economica, innovazione di prodotto, attenzione alla sostenibilità, livello di internazionalizzazione, espansione a nuovi mercati esteri, apertura del capitale a nuovi investitori, innovazione e strategie di branding e comunicazione. A Loison Pasticceri è stato assegnato con la seguente motivazione: “Le origini artigiane rivivono nella famiglia Loison che vive con spirito imprenditoriale un sistema basato su ricerca e qualità, flessibilità e internazionalizzazione. Con all’attivo siti web, merchandising, produzione e momenti educational, il brand punta a raddoppiare il canale vendite entro l’anno”.
- 2023 Premio “Export Champions 2023”, riconoscimento conferito dal quotidiano economico Il Sole 24 Ore e dal portale tedesco Statista, che riconoscono Loison Pasticceri, per il secondo anno consecutivo, tra i Campioni dell'Export, le 250 aziende italiane con la più alta quota di Export relativa al fatturato
- 2023 Premio Export Italia assegnato dall’Associazione UniExportManager in riconoscimento ai successi di Loison nel promuovere e commercializzare i propri prodotti di alta qualità all'estero con la seguente motivazione: "Conoscere bene i propri vantaggi competitivi, studiare il mercato di riferimento e un lavoro ben strutturato di marketing digitale sono gli elementi imprescindibili della ‘ricetta Loison’ per affrontare i mercati stranieri, una filosofia che vede il cliente sempre e comunque al centro".
- 2023 Premio "Miglior E-commerce Food integrato con punti fisici e store locator", assegnato da E-commerce Food Conference
- 2022 Veneto Food Awards Archiviato il 10 gennaio 2023 in Internet Archive., oscar delle eccellenze agroalimentari Venete, Menzione speciale Categoria Gelaterie Artigianali
- 2022 Premio Impresa Best Performer di Vicenza, assegnato da ItalyPost ad aziende vicentine Aziende sane, con un rating che va da “equilibrato a ottimo”, che nel 2020 hanno prodotto utili e che, nella media degli ultimi tre anni è stato almeno del 2,15% (ma alcune arrivano anche al 50%).
- 2022 The Wine Hunter, Merano Wine Festival, assegnati 4 premi dalla commissione presieduta da Helmuth Köcher a Loison Pasticceri: Award Gold a Tosa nocciola caramello salato, Tosa cioccolato caramello salato, Panettone Nerosale, Panettone pistacchio e matcha
- 2022 Premio Internazionalizzazione "Save the Brand", riconoscimento  assegnato da FoodCommunity agli imprenditori italiani nel settore Food & Beverage che si sono distinti per il valore che sono riusciti a creare intorno al proprio marchio. A Dario Loison con la seguente motivazione "Terza generazione di pasticceri, Dario Loison ha saputo guardare all’estero promuovendo il consumo del panettone tutto l’anno".
- 2022 Premio "Campioni dell'Export 2022" assegnato da Statista e ll Sole 24 Ore che riconoscono Loison tra i Campioni dell'Export 2022, la lista delle 200 aziende italiane con il maggior tasso di export nel 2020
- 2021 Cribis Prime Company, Riconoscimento di massima affidabilità commerciale. Il riconoscimento è basato sul CRIBIS Rating, un indicatore dinamico e costantemente aggiornato sulla affidabilità dell’azienda.
- 2021 Premio Impresa Best Performer di Vicenza, assegnato da ItalyPost ad aziende vicentine sane, con un rating che va da “equilibrato a ottimo”, e che nel 2019 hanno prodotto utili e il cui ebitda nella media degli ultimi tre anni è stato almeno del 3,87%.
- 2021 Premio The Wine Hunter, Merano Wine Festival, assegnati 4 premi Gold dalla commissione presieduta da Helmuth Köcher a Loison: Gold a Panettone 2021 Pistacchio Matcha, Gold a Panettone Nerosale, Gold a Torta "Tosa" Cioccolato Caramello Salato, Gold a Torta "Tosa" Nocciola Caramello Salato
- 2021 Premio Taste Olymp Awards, assegnati 4 premi dalla giuria presieduta dal capo panel Konstantinos Mouzakis: Platinum a Panettone al Mandarino, Gold a Panettone NeroSale, Silver a torta Sbrisola "Pistacchio" e torta Tosa "Nocciola Choco"
- 2020 Premio The WineHunter, Merano Wine Festival, assegnati 4 premi dalla commissione presieduta da Helmuth Köcher a Loison: Gold a Panettone Agrumato e Pandoro al Caramello salato. Red a Sbrisola al Pistacchio e Filone Pera e spezie.
- 2019  Premio The WineHunter, Merano Wine Festival, assegnati 4 premi dalla commissione presieduta da Helmuth Köcher a Loison: Gold a Panettone Agrumato e Pandoro al Caramello salato. Red a Sbrisola al Pistacchio e Filone Pera e spezie.
- 2019 Premio Best Gourmet 2019, Veneziana Cioccolato e spezie “Miglior dolce artigianale Alpe Adria 2019”
- 2018 Premio Food Story "FoodCommunity Awards", assegnato da FoodCommunity con la seguente motivazione: “Pasticceri da tre generazioni, esporta i suoi prodotti in 55 paesi. Le università di tutto il mondo studiano il modello-Loison, connubio tra tradizione e innovazione”
- 2018 Premio "Best Practice Tradizione e Innovazione", riconoscimento assegnato da FoodCommunity con la seguente motivazione: “L’azienda dolciaria dispone di una struttura produttiva e commerciale agile e all’avanguardia, capace di mantenere i solidi legami con la tradizione pasticcera più antica e di rispondere alla domanda di un mercato globale”
- 2018 Premio The WineHunter, Merano WineFestival, assegnati 5 premi dalla commissione presieduta da Helmuth Köcher a Loison: Gold al Panettone ai Limoni, al Panettone alla Rosa e alle Nuove Veneziane alle Spezie; Rosso per il Panettone Nerosale al Cioccolato e Caramello salato.
- 2017 Premio The WineHunter, Merano WineFestival, assegnato dalla commissione presieduta da Helmuth Köcher a tre prodotti Loison: WineHunter Award Gold a Veneziana al Mandarino Tardivo di Ciaculli; WineHunter Award Rosso a Panettone Noël e Panettone al Marron Glacé
- 2016 Cribis D&B Rating Rating 1 "Most Reliable" - Riconoscimento di alta affidabilità commerciale. Il riconoscimento è basato sul CRIBIS Rating, un indicatore dinamico e costantemente aggiornato sulla affidabilità dell’azienda.
- 2016 Premio Merano Culinaria Award], Merano WineFestival, La commissione presieduta da Helmuth Köcher, Presidente e fondatore del Merano Wine Festival, ha assegnato 4 premi a Loison: Platinum al Panettone Mandarino Tardivo di Ciaculli, Gold al Panettone alla Rosa e alla Veneziana all’Amarena e Cannella, Rosso ai Frollini al Burro
- 2016 Premio Filippin, Istituti Filippin, premio nato nel 1998 per premiare ex allievi meritevoli che nella vita hanno raggiunto importanti traguardi in ambito professionale, Dario Loison ha ricevuto il Premio con le seguenti motivazioni: “Per aver saputo mantenere inalterate nel tempo le qualità morali sviluppate al Filippin con uno sguardo sempre rivolto ai giovani ed alla loro crescita, sia personale che professionale. Per la passione e l’attenzione che contraddistinguono la sua produzione di pasticceria, valorizzando quotidianamente la storia ed il passato con lo sguardo ben rivolto al futuro per coglierne tutte le opportunità che può offrire. Per il suo spirito imprenditoriale e la sua lungimiranza che spesso lo fanno camminare ad una velocità tutta sua senza mai dimenticare di tendere la mano a chi fatica a tenere il suo passo”
- 2015 Attestazione Migliori di diventa, Regione Veneto, "La Regione Veneto premia l’eccellenza delle imprese nella formazione e ha conferito alla Dolciaria Loison l’attestazione Migliori di diventa, iniziativa promossa allo scopo di identificare le aziende eccellenti del territorio"
- 2015 Premio Coq D'or, Le Guide des Gourmands, unico italiano premiato "Per il suo irresistibile Panettone"
- 2014  Premio Slow Pack, Slow Food, nella categoria Filiera del packaging primario, secondario e terziario, “Per la capacità di aver saputo esprimere la storia del proprio prodotto con eleganza e raffinatezza su tutte le tipologie d’imballaggio”
- 2014 Premio Impresa Significante, Innovarea - Progetto territoriale promosso da Regione del Veneto, Università Ca’ Foscari Venezia e Confindustria Veneto, "Perché anche Loison fa leva sul patrimonio artigianale, civile, culturale e naturale"
- 2013 Sua Eccellenza Italia, Gambero Rosso, “Per la passione e l'attenzione che contraddistingue la sua produzione pasticcera, vera eccellenza gastronomica italiana”
- 2013 Primo Premio Categoria Dolci e prodotti da forno per la Colomba al Mandarino Tardivo di Ciaculli, – Golosario, “Il Premio rappresenta un riconoscimento alla creatività italiana che sa trarre dai prodotti del territorio nuovi sviluppi. Sviluppi che nel caso di Loison portano nel mondo anche lo stile, il senso della bellezza, del design, e del gusto”
- 2009 Superior Taste Award – iTQi (Taste & Quality Institute) “Conferito per la qualità gastronomica e culinaria dal punto di vista della sensorialità e del gusto”.
- 2008 The Santé Gold Star Award, Santé Magazine, Panettone di Pasticceria Amaretto “This award recognize wine, spirits and food products of exceptional merit as chosen by our restaurant professional reviewers”
- 2007 Premio Roma – Italia ARM - Azienda Romana Mercati “Conferito per il Panettone di Pasticceria all’Amarena, come prodotto da forno innovativo per la ricetta, nella sezione nazionale”.
- 2006, Premio Antonio Pigafetta per l’Internazionalizzazione - CCIAA Vicenza, "Conferito per la posizione di prestigio assunta nel corso degli anni a livello mondiale in termini di profonde relazioni economiche"
- 2005, Superior Taste Award - iTQi (International Taste Institute), "Conferito per la qualità gastronomica e culinaria dal punto di vista della sensorialità e del gusto"
- 2003, Gold Taste Award – The Guide of Fine Food “Retailers”, "Conferito per il prodotto di alta qualità e gusto eccellente"
- 2001,Goldener Preis (Deutsche Landwirtschafts-Gesellschaft), Pandoro Lux allo Zabaione
- 2000, XII Premio Dino Villani – Accademia Italiana della cucina, "Conferito alla Loison come azienda alimentare distintasi nel valorizzare un prodotto tradizionale eccellente della tavola italiana"
- 1998, Silberner Preis DLG (Deutsche Landwirtschafts-Gesellschaft), Panettone di Pasticceria Mandorlato – Panettone di Pasticceria Regal Cacao – Pandoro farcito allo Zabaione – Bignè allo zabaione – Cannoli alla crema.
- 1997, Silberner Preis DLG (Deutsche Landwirtschafts-Gesellschaft), Panettone di Pasticceria Mandorlato